# Kavaïne
La kakawaïné est la principale kavalactone présente principalement dans le racine de kava.

## Pharmacologie
La kavaïne a des propriétés antiépileptiques, atténuant la contraction du muscle lisse vasculaire par des interactions avec les canaux à Na+ et Ca2+ voltage-dependants. Comment cet effet se produit et selon quel mécanisme se produisent les effets anxiolytiques et analgésiques des kavalactones sur le système nerveux central est en revanche inconnu. L'action de la kavaïne comme inhibiteur de la recapture de la sérotonine n'a pas été confirmée, mais son action inhibitrice de l'absorption de monoamine (norépinéphrine) et d'activation des récepteurs NMDA ont été observés.
Le mécanisme derrière les actions psychotrope, sédative et anxiolytique de la kavaïne et des kavalactones est toujours en débat. La liaison directe aux récepteurs GABAA (récepteurs de benzodiazépine) ne se produit pas avec les énantiomères de la kavaïne. Beaucoup d'études portant sur des extraits de kava à partir de différents parties de la plante ne sont donc pas applicables à la kavaïne elle-même.